# Dustin Laurenzi
Dustin Laurenzi (* 22. März 1989) ist ein US-amerikanischer Musiker (Tenorsaxophon, Komposition) des Modern Jazz.

## Leben und Wirken
Laurenzi erwarb 2011 einen Bachelor of Music im Jazzstudiengang der Jacobs School of Music der Indiana University. Seitdem spielte er in der Jazzszene Chicagos, u. a. im Matt Nowlin Jazz Orchestra, im Paul Dietrich Quintet, ferner mit Andrew Vogt und Erik Skov, mit denen auch Aufnahmen entstanden. 2019 gehörte er dem Jeremy Cunningham Enselble an (The Weather Up There, u. a. mit Jaimie Branch, Jeff Parker, Tomeka Reid, Ben LaMar Gay, Makaya McCraven, Mike Reed).
Laurenzi leitet die Gruppen Twin Talk (Weaver 2019), für die er auch komponierte, Snaarj sowie Natural Language. Er legte nach seinem Debüt 2016 mit Natural Language (ears&eyes Records) 2019 die LP Snaketime vor, die er – den Kompositionen von Moondog gewidmet – im Chicagoer Club Hungry Brain mit einem Oktett aus Chad McCullough (Trompete), Nick Mazzarella (Altsaxophon), Jason Stein (Bassklarinette), Dave Miller (Gitarre), Matt Ulery (Bass) und den Schlagzeugern/Perkussionisten Quin Kirchner und Ryan Packard aufgenommen hatte. 2020 folgte die EP Behold mit weiterer Musik von diesem Konzert. Er spielte weiterhin in Matt Ulerys Loom/Large, im Quentin Coaxum Quintet und in Katie Ernsts Little Words. 2021 legte das Soloalbum „Seasonal“ vor.

## Diskographische Hinweise
- Dustin Laurenzi’s Natural Language: Natural Language (2021)
- Seamless Architectures (2022), mit Jeff Swanson, Mike Harmon, Charles Rumback
- Jeremy Cunningham & Dustin Laurenzi: A Better Ghost (2022)